# بزل التامور
بزل التأمور(بالإنجليزية: Pericardiocentesis)‏.هو إجراء يتم فيه بزل غشاءالتامور من أجل استحضار عينة من السائل الذي يجري بين وريقتي الغشاء (السائل التأموري)، ويمكن إجراء هذا الفحص لأسباب علاجية وتشخيصية. ويهدف بزل التامور علاجياً إلى التخفيف من الضغط الواقع على القلب بفعل وجود كمية كبيرة من السائل الجائل بين وريقـتي التامور، اما البزل التشخيصي فيجري فيه سحـب كـمية مناسـبة من السـائل، ومن ثم ترسل إلى المختبر لإجراء الفحوصات الضرورية التي يراها الطبيب مناسبة.

## الاجراء
يتم تنفيذ هذا الإجراء تحت تأثير التخدير الموضعي في غرفة القثطرة تحت ظروف معقمة، ومن ثم يتم وخز المنطقة الواقعة تحت الأضلاع، وسط الصدر. قبل تنفيذ العملية من الضروري تقييم كمية السائل ومكانه، الأمر الذي يمكن معرفته من خلال تخطيط صدى القلب (Echocardiography), إذ يتيح هذا الفحص تقدير كمية السائل والبعد بين التأمور والقلب نفسه، وبالتالي يمكن تجنب وخز مريض، توجد لديه كمية قليلة من السائل. مكان السائل مهم أيضاً. إذا كان السائل موجوداً في الجزء الخلفي من تجويف التأمور، لا يمكن القيام ببزل التأمور عن طريق الجلد. بينما إذا كان السائل موجوداً بشكل متناظر حول القلب، فإن فرص نجاح الوخز تكون كبيرةً. من المهم بمكان فحص قدرة تخثر الدم لدى المريض، قبل القيام بهذا الإجراء، هذا الفحص يشمل تعداد الصفائح الدموية وفحص تخثر الدم. في حال وجود خلل في قدرة الدم على التخثر، فإن ذلك يضاعف احتمالات حدوث مضاعفات عقب الإجراء.
في الحالة الطبيعية لفحص سائل التامور يكون الأخير ضارباً للصفرة، خالياً من الميكروبات ومن الخلايا الالتهابية، ولا يوجد فيه أي أثر للدم أو للخلايا الخبيثة، أما في الحالة المرضية.ان الفحص يكون غير عادي في الأحوال الآتية:
- التهاب غشاء التامور.
- تدني بروتينات الدم.
- قصور القلب الاحتقاني.
- الانتقالات الورمية الخبيثة.
- تعرض القلب إلى الرضوض السطحية أو النافذة.
- تمزق أم الدم الشريان الأبهري البطنية.
- زيادة الدم في البول.

## الأثار الجانبية
ان بزل التامور لا يجرى عند المرضى غير المتعاونين بسبب خطورة حدوث التمزقات. أيضاً لا يتم هذا البزل في حال وجود أي خلل في نزف الدم، إذ إن ثقب العضلة القلبية قد يؤدي إلى نزف يصعب التحكّم به في جوف التامور، ما الذي قد ينتج التهاب التامور العاصر. ومن الاختلاطات التي يسببها بزل التامور:
1. تمزق العضلة القلبية.
2. تمزق الشريان التاجي.
3. اضطرابات في نظم دقات القلب بسبب خرق الإبرة للقلب.
4. نقص التروية القلبي.
5. التهاب غشاء الجنب المحيط بالرئة.

6- توقف القلب بتنبيه العصب المبهم.
لا يتم بزل التامور إلا بعد موافقة خطية من قبل المريض، وعليه ان يتوقف عن الطعام والشراب قبل 4 إلى 6 ساعات من عمل الفحص، وطبعاً، تعطى للمصاب الأدوية التحضيرية اللازمة. يوضع الشخص مستلقياً على ظهره، وتحضّر البقعة الواقعة في المسافة الضلعية الخامسة والسادسة على الحافة اليسرى من عظمة اقص. وبعدها يخدّر المريض، ويجري دفع إبرة ثخينة خاصة يسحب من خلالها كمية من سائل التامور ليودع في أنابيب ترسل إلى المختبر لإجراء الفحوص المطلوبة.و بزل التامور هو عبارة عن طبقة من أنسجة ليفية (fibrous) تغلّف القلب. هذه الطبقة عبارة عن تجويف كامن، أي أنه في الوضع الطبيعي يحتوي على كمية قليلة من السائل. في العديد من الأمراض الالتهابية، العدوائية، أمراض المناعة الذاتية، والأورام السرطانية الخبيثة، يقوم التأمور بإفراز سائل، والذي بدوره يتراكم داخل التجويف. يضغط هذا السائل على القلب وعلى الأوردة الكبيرة المسؤولة عن إعادة الدم من جميع أنحاء الجسم إلى القلب. يشكو المريض من ضيق في التنفس وآلام في الصدر. الأعراض:

## وصلات إضافية
- مدلاين بلس 003872
- med/3560 في موقع إي ميديسين
- Trauma Man: Images of pericardiocentesis being performed on a simulator نسخة محفوظة 16 يوليو 2011 على موقع واي باك مشين.
- Cardiac Surgery in the Adult: Pericardial disease نسخة محفوظة 27 فبراير 2012 على موقع واي باك مشين.

قالب:Cardiac surgery and other cardiovascular procedures